# Cerco da Volta da Empresa
O Cerco da Volta da Empresa foi um dos confrontos da Guerra do Acre, ocorrido em 5 de outubro de 1902, nas proximidades do rio Acre, no território então disputado entre os seringueiros brasileiros e o Exército Boliviano. O episódio marcou o avanço das forças lideradas por José Plácido de Castro, que iniciou um cerco contra os bolivianos no local.